# Bauhinia ramirezii
Bauhinia ramirezii là một loài thực vật có hoa trong họ Đậu. Loài này được Reynoso miêu tả khoa học đầu tiên năm 1992.